# Sanatruces I da Pártia
Sanatruces,  Sinatroces ou Síntrico (ca. 157 a.C. — 70 a.C.) governou o Império Parto de 77 a.C. até 70 a.C.. Após os períodos conturbados após a morte de Mitrídates II da Pártia, em 88 a.C.,[carece de fontes?] foi restaurado como rei da Pártia pelos citas sacauracianos,  que tinham invadido o Irão por volta de 77 a.C. Tinha oitenta anos e reinou durante sete anos. No terceiro ano da 177a olimpíada, foi sucedido por seu filho, Fraates III da Pártia.

## Nome
Sanatruces (Σανατρύκης, Sanatrúkēs), Sinatruces (Σινατρούκης, Sinatroúkēs), Sanatrúcio (Σανατρούκιος, Sanatroúkios) e Sanatruco (Sanatrucus) são as formas grega e latina do nome parta Sanatruque (Sanatrūk), que seria incorporado no armênio (Սանատրուկ) e aramaico (𐡎𐡍𐡕𐡓𐡅𐡊, sntrwk e snṭrwq (aramaico de Hatra)). Em última análise, pode derivar do iraniano antigo *sāna-taru-ka- ("conquistador de inimigos")